# Althof (Bad Doberan)
Althof ist ein Ortsteil der Stadt Bad Doberan im Landkreis Rostock (Mecklenburg-Vorpommern) mit ungefähr 200 Einwohnern. In Althof erfolgte die Erstgründung des ehemaligen Doberaner Zisterzienserklosters.

## Geografie
Althof liegt etwa 3 Kilometer südöstlich des Stadtzentrums von Bad Doberan. Das Dorf Hohenfelde ist nur wenige Kilometer entfernt. Weiter östlich befindet sich die Gemeinde Bartenshagen-Parkentin.
Zwei Waldgebiete, das Cepeliner Holz und der Hütter Wohld, umgeben den Ort. Am Rand des Hütter Wohlds liegen die Althöfer Teiche. Der bei Ivendorf entspringende Althöfer Bach durchfließt Althof. Im Ortskern befindet sich ein Dorfteich.

## Name
Der Ortsname leitet sich davon ab, dass an dieser Stelle einer der ersten Wirtschaftshöfe (Grangien) des Doberaner Klosters errichtet worden ist. Weitere Bezeichnungen für den Ortsteil waren Alt Doberan, Alter Hof oder Altenhof.

## Geschichte
Auf dem Gebiet des heutigen Althof existierte einst eine germanische Siedlung. Später, im 7. Jahrhundert, siedelten Slawen zwischen Elbe und Oder, auf dem Territorium, das heute zu Mecklenburg-Vorpommern gehört. Pribislaw, Fürst der Abodriten, der nach der Niederlage in der Schlacht bei Verchen zum Christentum übergetreten war, ließ im Jahr 1164 auch in Althof die Kultbilder des westslawischen Großstammverbandes, über den er herrschte, sowie dessen Tempel zerstören; stattdessen errichteten die deutschen Kolonisatoren dort unter seiner Herrschaft eine christliche Kirche. Im Jahr 1171 ordnete der Schweriner Bischof Berno die Gründung eines Zisterzienserklosters in Althof an; Pribislaws Frau Woizlawa soll einen wesentlichen Anteil an dieser Entscheidung gehabt haben. Das Kloster in Althof war das erste in ganz Mecklenburg. Es wurde jedoch schon 1179 zerstört, als sich die Slawen nach dem Tod Pribislaws gegen die Christianisierung erhoben. Bei der Verwüstung des Klosters am 10. November 1179 töteten sie alle 78 Mönche.
Im Jahr 1186 wurde das Kloster an seinem heutigen Standort in Bad Doberan neugegründet. Althof erhielt unterdessen eine neue Funktion: Anfang des 13. Jahrhunderts errichteten Doberaner Mönche dort die namensgebende Grangie Althof. Neben dem Wirtschaftshof befanden sich dort mindestens zwei Scheunen und eine Mühle. Im 14. Jahrhundert wurde Althof wiederholt Ziel bewaffneter Angriffe.
Mitte des 19. Jahrhunderts lebten etwa 130 Personen in Althof. Am 1. April 1939 wurde die Eingemeindung nach Bad Doberan vollzogen. Im Jahr 2024 betrug die Einwohnerzahl von Althof 177.

## Sehenswürdigkeiten
Die Ursprünge des Doberaner Klosters in Althof sind noch heute zu erkennen.
Die Kapelle Althof ist der Nachfolgebau der ersten Kirche Mecklenburgs. Diese war der Kern des Althöfer Klosters und diente als Grabstätte Woizlawas. Nach der Zerstörung der Kirche wurde im 14. Jahrhundert die bis heute erhaltene Kapelle errichtet. Nach einer Nutzung als Backhaus wurde das Gebäude im 19. Jahrhundert wiederhergerichtet und durch Gotthilf Ludwig Möckel umgestaltet. Zuletzt wurde die Kapelle 2009/10 saniert.
Von der Klosterscheune ist nur noch eine Ruine erhalten. Diese wurde vermutlich zu Beginn des 13. Jahrhunderts als Wirtschaftsgebäude errichtet. Das 45 Meter lange Bauwerk verfügt über 15 Spitzbogenfenster, die heute teilweise zugemauert sind.
Ein weiteres Baudenkmal ist das Herrenhaus am Dorfteich.

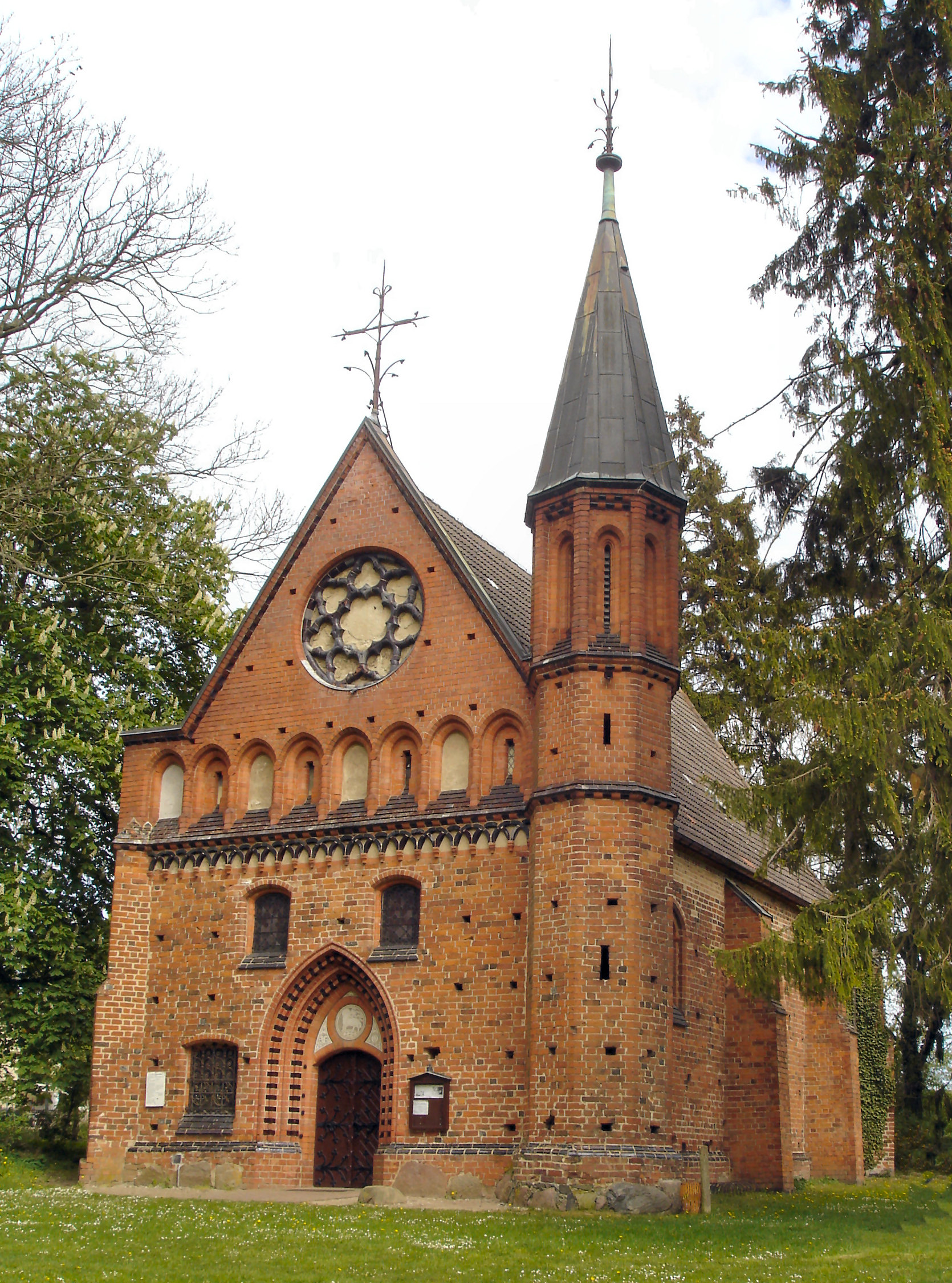
Kapelle Althof
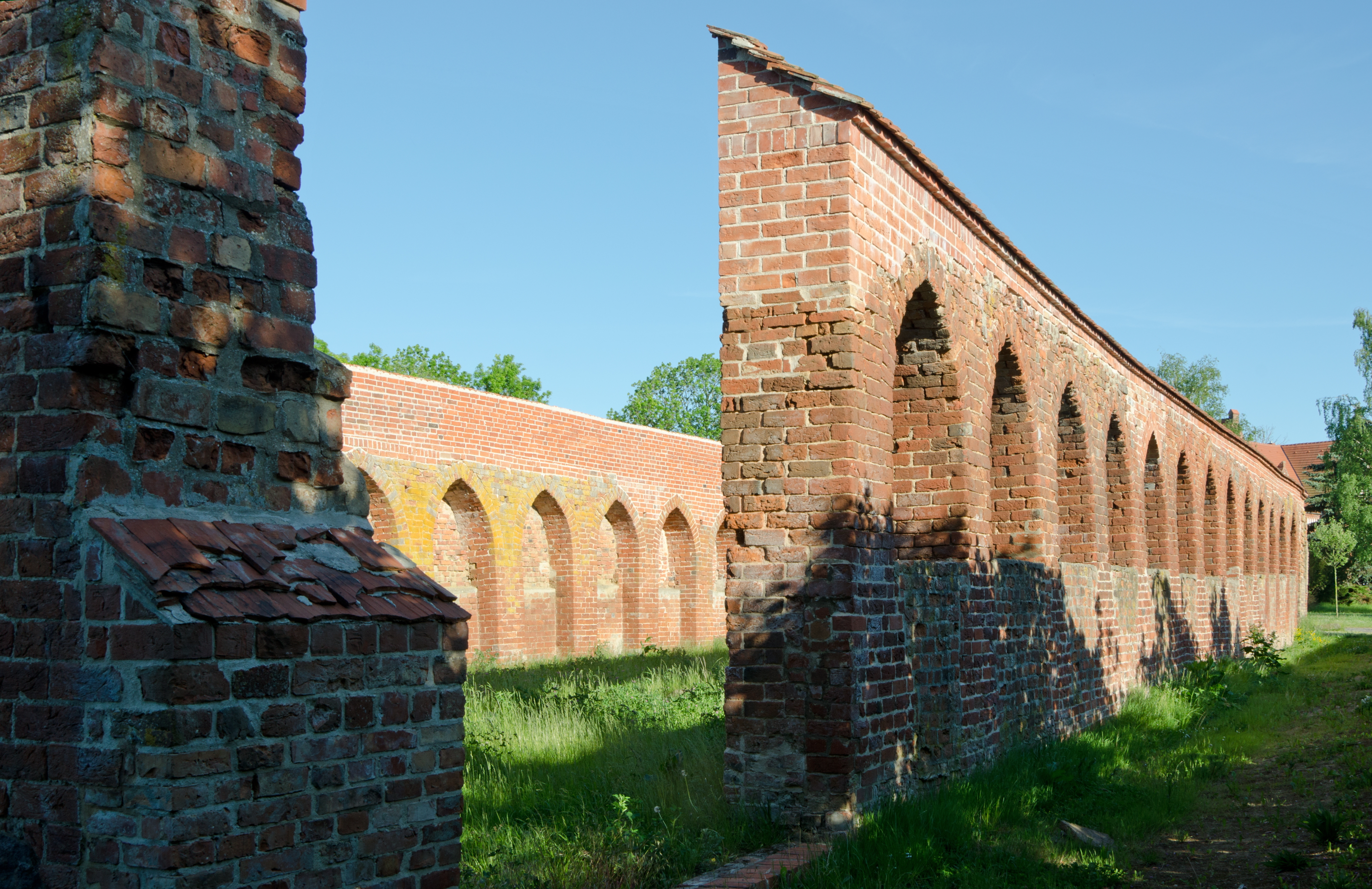
Klosterscheune
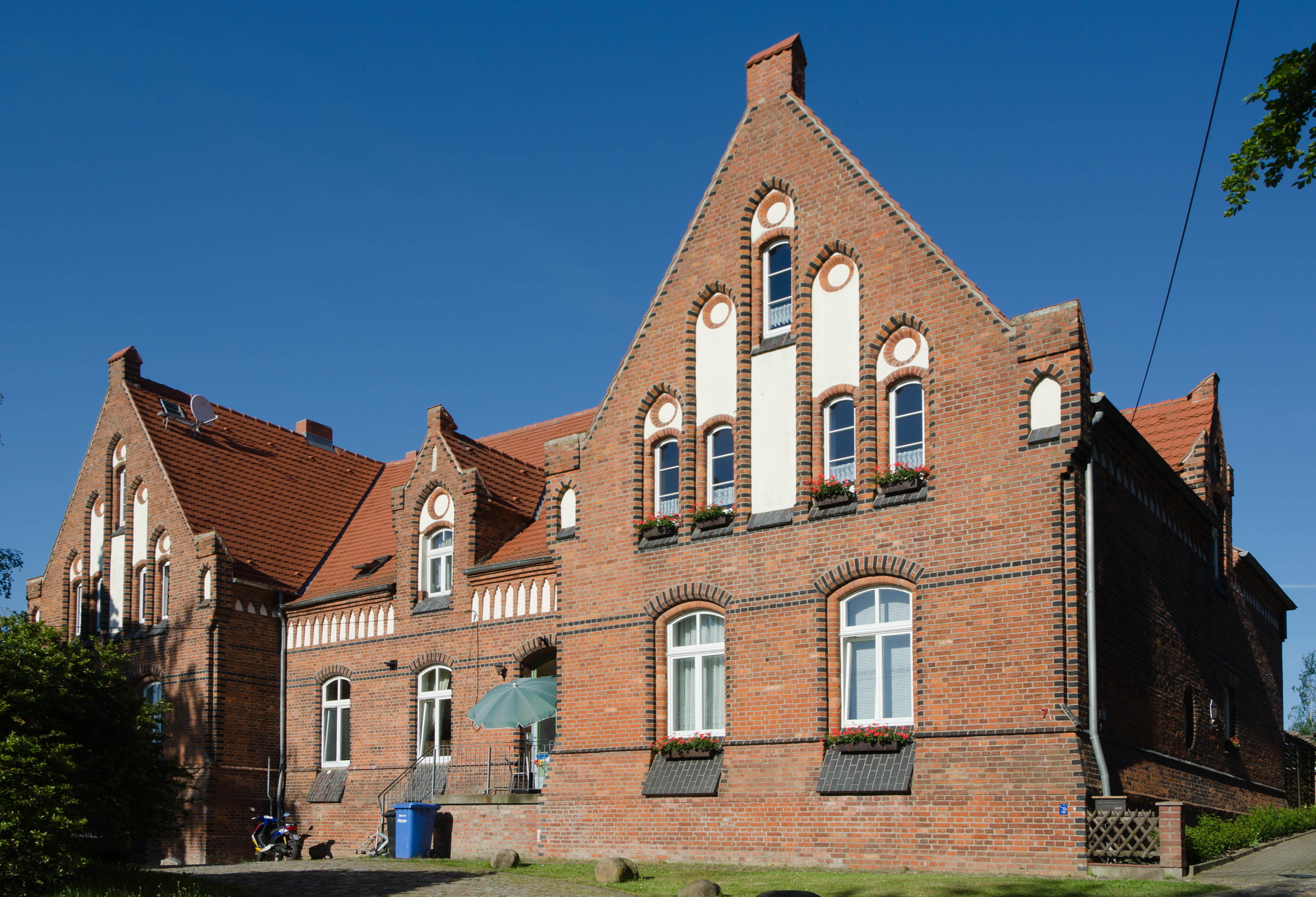
Herrenhaus

## Verkehr

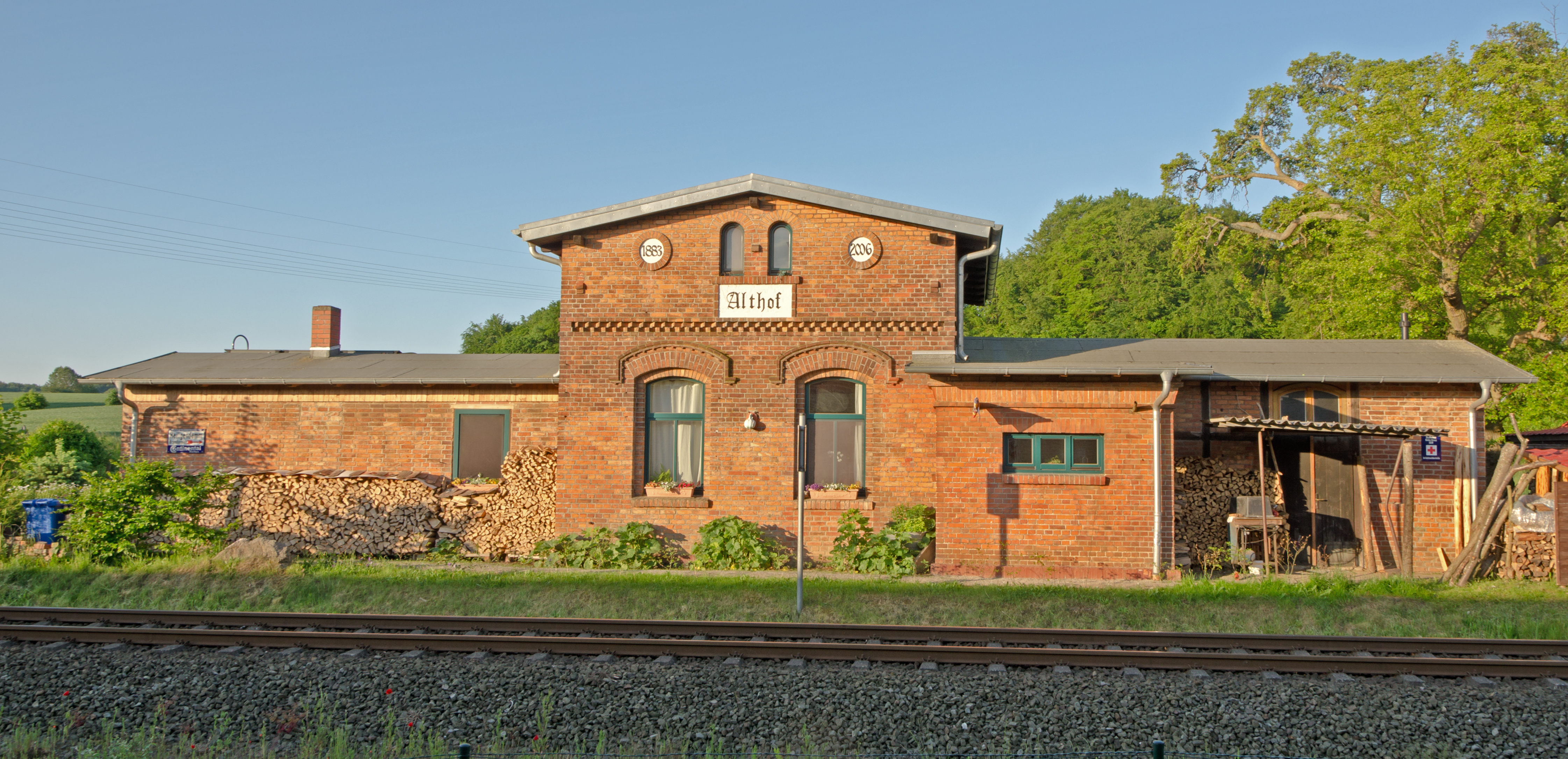
Ehemaliges Bahnhofsgebäude

Althof ist durch eine Haltestelle an die Bahnstrecke Wismar–Rostock angebunden. Eine Zugfahrt zum Bahnhof Bad Doberan dauert etwa drei Minuten.
Die einzige Bushaltestelle des Ortes wird von der Linie 124 des Verkehrsunternehmens Rebus angefahren. Diese schließt den Ort an das Liniennetz des Verkehrsverbundes Warnow an.